# ألتو لينوس
ألتو لينوس (بالملايوية: Alto Linus)‏ هو لاعب كرة قدم ماليزي في مركز الوسط، ولد في 25 سبتمبر 1986 في كينينغاو ‏ في ماليزيا. شارك مع منتخب ماليزيا لكرة القدم. أما مع النوادي، فقد لعب مع نادي صباح.

## وصلات خارجية
- ألتو لينوس على موقع قاعدة بيانات كرة القدم.إي يو (الإنجليزية)
- ألتو لينوس على موقع Soccerway.com (الإنجليزية)